# Bouëx
Bouëx est une commune du sud-ouest de la France, située dans le département de la Charente (région Nouvelle-Aquitaine).
Ses habitants sont appelés les Bouëxois et les Bouëxoises.

## Géographie

### Localisation et accès
Bouëx est une commune située à 13 km à l'est d'Angoulême.
Bouëx est aussi à 5 km de Chazelles, 8 km de Dignac, 6 km de Dirac, 10 km de Ruelle, Soyaux et Marthon.
La D 4, route d'Angoulême à Nontron traverse la commune d'ouest en est, et rattrape la D 939, route d'Angoulême à Périgueux à Sainte-Catherine (commune de Garat), 5 km à l'ouest du bourg.
D'autres routes départementales de moindre importance traversent la commune, comme la D 73 de Dignac à La Rochefoucauld par Sers et Chazelles, la D 411 qui va du bourg à Bois Blanc, la D 410 et la D 25 à l'ouest de la commune qui longent la vallée de l'Échelle, allant à Touvre au nord-ouest, et Sers et Charras au sud-est.

### Hameaux et lieux-dits
Le bourg de Bouëx situé au sud de la route de Nontron est assez petit, mais il touche de nombreux petits lieux-dits agrandis dû à la proximité d'Angoulême, comme Mazerolles, chez Biard, Haute Ville et le Cormier.
À l'est sur la route de Nontron, on trouve la Petitie, important hameau; au nord non loin de la forêt de Bois Blanc, la Bourlie, chez Mignot, le Grand Arsac, et à l'ouest dans la vallée de l'Échelle, les Grands Moulins.

### Communes limitrophes
|       | Mornac |           |
| Garat | Bouëx  | Chazelles |
|       | Sers   | Vouzan    |

### Géologie et relief
La commune est située dans le calcaire et date principalement du Jurassique supérieur (Oxfordien) dans une grande partie nord. Le Kimméridgien apparaît sur une petite bande est-ouest au nord du bourg, mais une faille a remonté l'Oxfordien au sud.
Le calcaire crétacé (Cénomanien et Angoumien) apparaît au sud de la commune, et forme une cuesta regardant vers le nord, escarpement qu'on retrouve entre Grassac et le plateau d'Angoulême, limitant la zone crétacée de la moitié sud de la Charente.
Ce plateau est toutefois recouvert de dépôts du Tertiaire, sous forme de sable argileux, galets quartzeux, silex. Ces zones pauvres, situées en hauteur et souvent boisées (pin maritime et châtaignier), sont appelées localement landes ou brandes. Sur la commune, cela concerne une petite zone au sud-est du bourg, au sud du Couradeau,,.
Le relief de la commune est celui d'un plateau d'une altitude moyenne de 130 m et dépassant les 180 m au sud de la cuesta, rendant ainsi le relief plus prononcé au sud. La vallée de l'Échelle borde la commune au sud-ouest. Le point culminant est à une altitude de 191 m, situé au sud-est (borne IGN). Le point le plus bas est à 71 m, situé à l'ouest dans la vallée de l'Échelle au Bas-Arsac. Le bourg est à environ 140 m d'altitude.

### Hydrographie

#### Réseau hydrographique

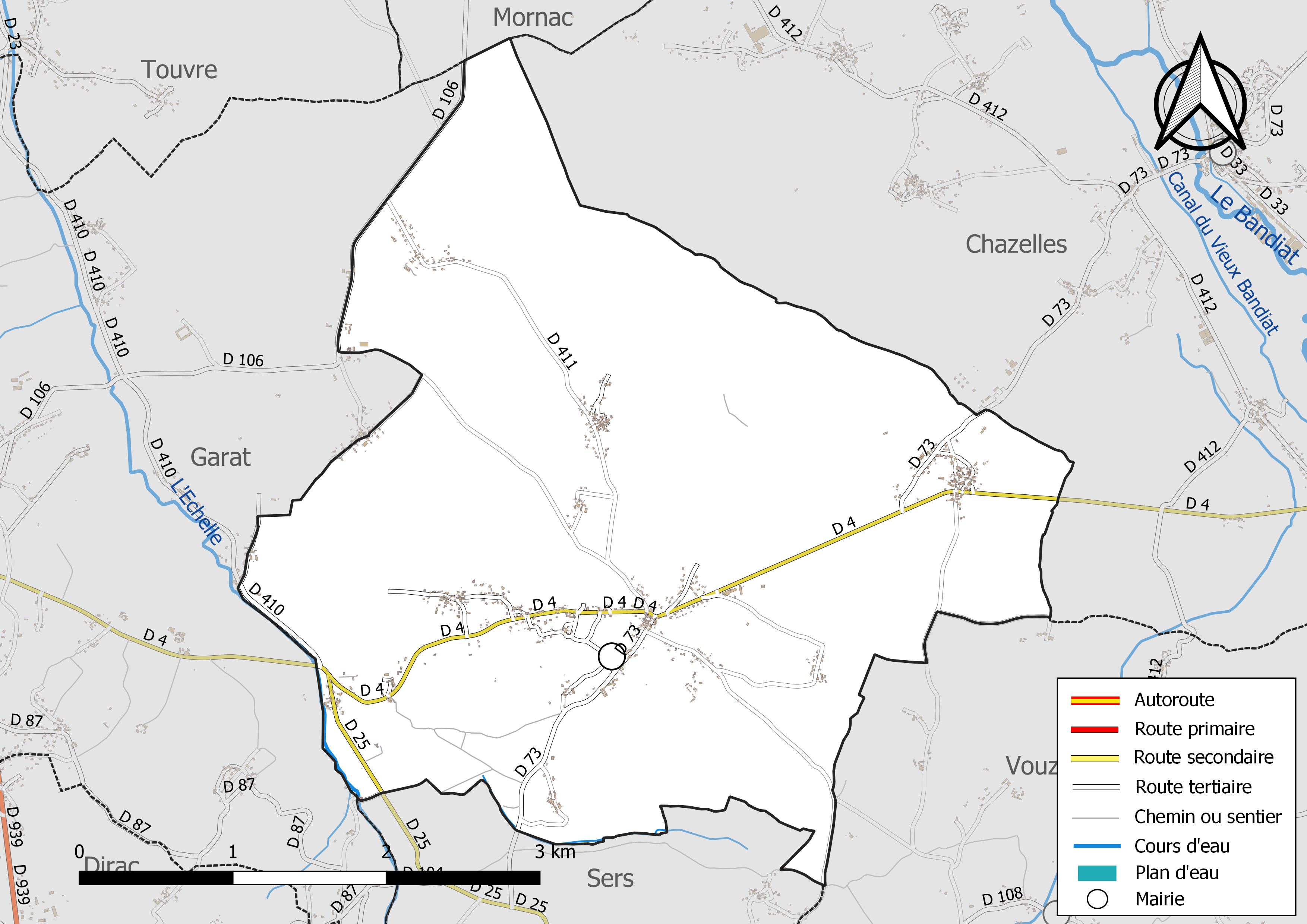
Réseaux hydrographique et routier de Bouëx.

La commune est située dans le bassin versant de la Charente au sein  du Bassin Adour-Garonne. Elle est drainée par l'Echelle et par deux petits cours d'eau, qui constituent un réseau hydrographique de 1 km de longueur totale,.
L'Échelle, principal affluent de la Touvre, borde la commune au sud-ouest. La nature karstique du sol fait qu'il n'y a pas d'autres ruisseaux; cependant on trouve quelques fontaines.

#### Gestion des cours d'eau
Le territoire communal est couvert par le schéma d'aménagement et de gestion des eaux (SAGE) « Charente ». Ce document de planification, dont le territoire correspond au bassin de la Charente, d'une superficie de 9 300 km2, a été approuvé le 19 novembre 2019. La structure porteuse de l'élaboration et de la mise en œuvre est l'établissement public territorial de bassin Charente. Il définit sur son territoire les objectifs généraux d’utilisation, de mise en valeur et de protection quantitative et qualitative des ressources en eau superficielle et souterraine, en respect des objectifs de qualité définis dans le troisième SDAGE  du Bassin Adour-Garonne qui couvre la période 2022-2027, approuvé le 10 mars 2022.

### Climat
Comme dans les trois quarts sud et ouest du département, le climat est océanique aquitain.

## Urbanisme

### Typologie
Au 1er janvier 2024, Bouëx est catégorisée commune rurale à habitat dispersé, selon la nouvelle grille communale de densité à 7 niveaux définie par l'Insee en 2022.
Elle est située hors unité urbaine. Par ailleurs la commune fait partie de l'aire d'attraction d'Angoulême, dont elle est une commune de la couronne,. Cette aire, qui regroupe 94 communes, est catégorisée dans les aires de 50 000 à moins de 200 000 habitants,.

### Occupation des sols
L'occupation des sols de la commune, telle qu'elle ressort de la base de données européenne d’occupation biophysique des sols Corine Land Cover (CLC), est marquée par l'importance des territoires agricoles (54,5 % en 2018), une proportion sensiblement équivalente à celle de 1990 (54,2 %). La répartition détaillée en 2018 est la suivante : 
forêts (39,1 %), terres arables (37,4 %), zones agricoles hétérogènes (15,7 %), zones urbanisées (4,7 %), milieux à végétation arbustive et/ou herbacée (1,7 %), prairies (1,4 %). L'évolution de l’occupation des sols de la commune et de ses infrastructures peut être observée sur les différentes représentations cartographiques du territoire : la carte de Cassini (XVIIIe siècle), la carte d'état-major (1820-1866) et les cartes ou photos aériennes de l'IGN pour la période actuelle (1950 à aujourd'hui).

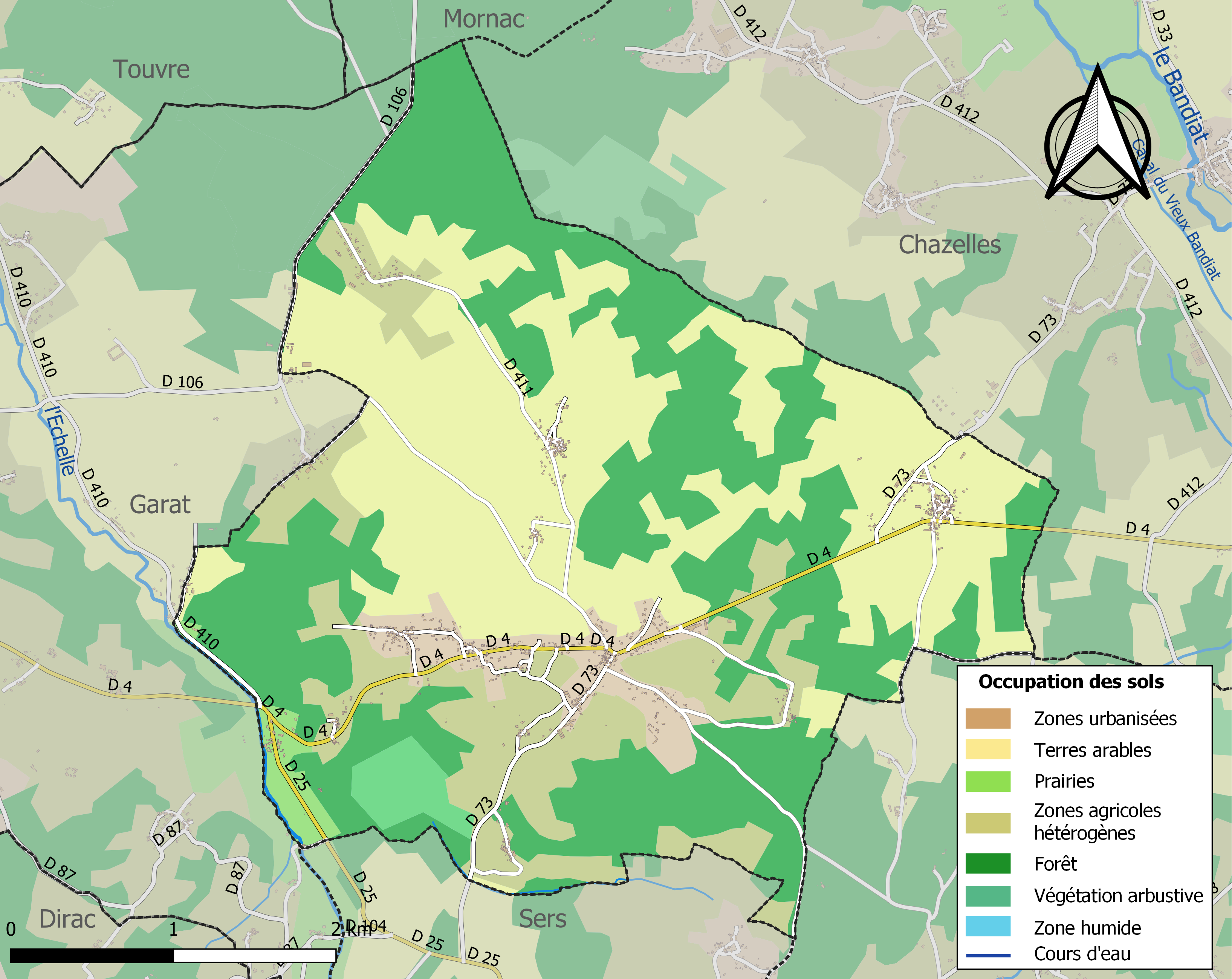
Carte des infrastructures et de l'occupation des sols de la commune en 2018 (CLC).

### Risques majeurs
Le territoire de la commune de Bouëx est vulnérable à différents aléas naturels : météorologiques (tempête, orage, neige, grand froid, canicule ou sécheresse), feux de forêts et séisme (sismicité faible). Il est également exposé à un risque technologique, le transport de matières dangereuses. Un site publié par le BRGM permet d'évaluer simplement et rapidement les risques d'un bien localisé soit par son adresse soit par le numéro de sa parcelle.

#### Risques naturels
Bouëx est exposée au risque de feu de forêt du fait de la présence sur son territoire des forêts domaniales de Bois Blanc et de la Braconne. Un plan départemental de protection des forêts contre les incendies (PDPFCI) a été élaboré pour la période 2017-2026, faisant suite à un plan 2007-2016. Les mesures individuelles de prévention contre les incendies sont précisées par divers arrêtés préfectoraux et s’appliquent dans les zones exposées aux incendies de forêt et à moins de 200 mètres de celles-ci. L’arrêté du 3 mai 2016 règlemente l'emploi du feu en interdisant notamment d’apporter du feu, de fumer et de jeter des mégots de cigarette dans les espaces sensibles et sur les voies qui les traversent sous peine de sanctions. L'arrêté du 27 décembre 2019 rend le débroussaillement obligatoire, incombant au propriétaire ou ayant droit,,,.

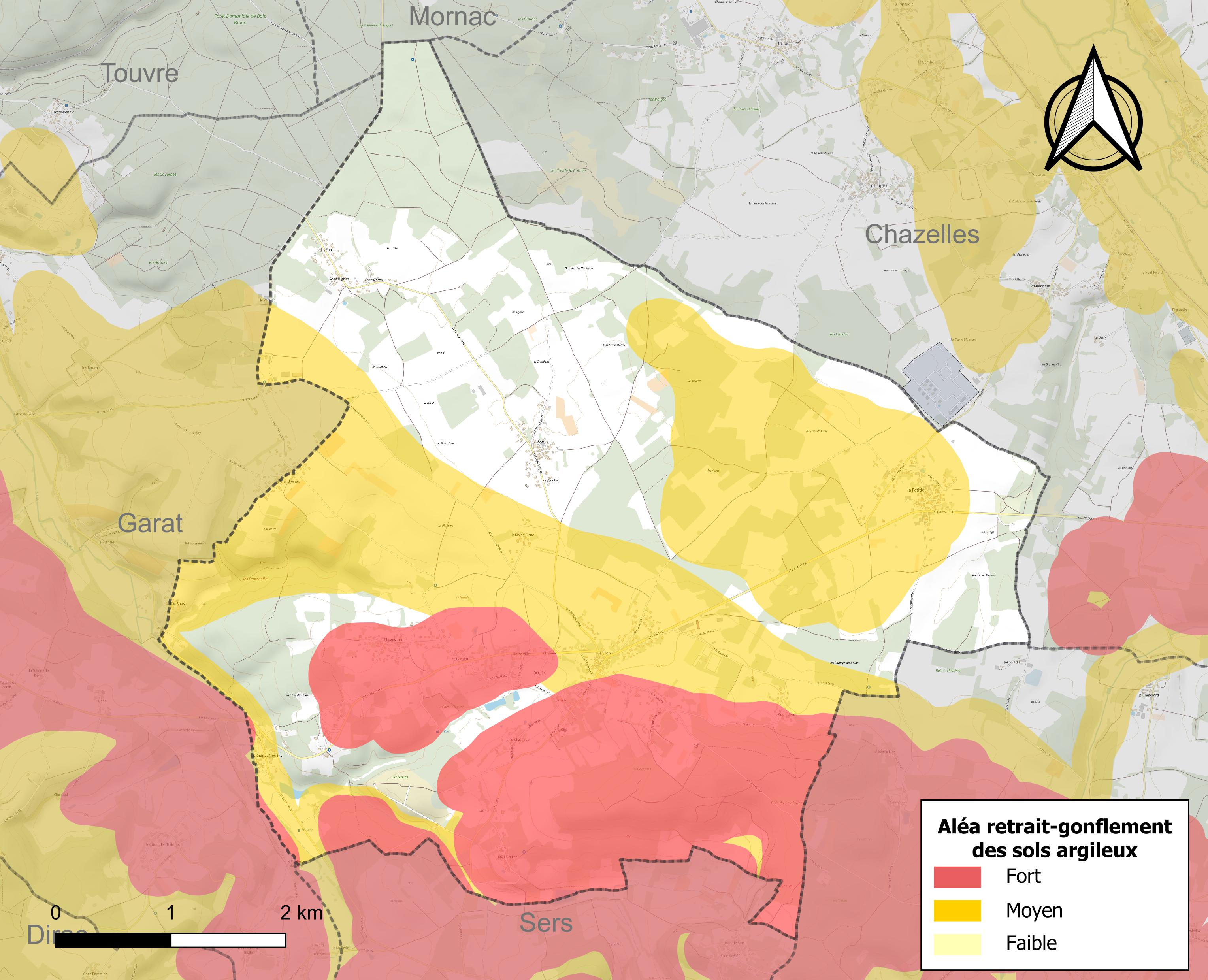
Carte des zones d'aléa retrait-gonflement des sols argileux de Bouëx.

Le retrait-gonflement des sols argileux est susceptible d'engendrer des dommages importants aux bâtiments en cas d’alternance de périodes de sécheresse et de pluie. 61,7 % de la superficie communale est en aléa moyen ou fort (67,4 % au niveau départemental et 48,5 % au niveau national). Sur les 430 bâtiments dénombrés sur la commune en 2019, 353 sont en aléa moyen ou fort, soit 82 %, à comparer aux 81 % au niveau départemental et 54 % au niveau national. Une cartographie de l'exposition du territoire national au retrait gonflement des sols argileux est disponible sur le site du BRGM,.
Par ailleurs, afin de mieux appréhender le risque d’affaissement de terrain, l'inventaire national des cavités souterraines permet de localiser celles situées sur la commune.
La commune a été reconnue en état de catastrophe naturelle au titre des dommages causés par les inondations et coulées de boue survenues en 1982, 1983 et 1999. Concernant les mouvements de terrains, la commune a été reconnue en état de catastrophe naturelle au titre des dommages causés par la sécheresse en 2011 et par des mouvements de terrain en 1999.

#### Risques technologiques
Le risque de transport de matières dangereuses sur la commune est lié à sa traversée par une ou des infrastructures routières ou ferroviaires importantes ou la présence d'une canalisation de transport d'hydrocarbures. Un accident se produisant sur de telles infrastructures est susceptible d’avoir des effets graves sur les biens, les personnes ou l'environnement, selon la nature du matériau transporté. Des dispositions d’urbanisme peuvent être préconisées en conséquence.

## Toponymie
Les formes anciennes sont Buchia au XIe siècle, Bosco, Buxo, Buxu  au XIIIe siècle.
Le nom de Bouëx provient de Buxia, « la lande », terrain couvert de taillis, et particulièrement de buis (buxus). En Charente, on retrouve aussi cette racine dans Boixe, la Bussate, quartier d'Angoulême, ou Bussac, hameau de Magnac.
Le nom de la commune s'est aussi écrit Bouex et Boueix aux XIXe et XXe siècles.
Bouëx est situé dans la partie occitane de la Charente qui en occupe le tiers oriental, et se nomme Bois en dialecte limousin (prononcer bouiss). La commune  marque la limite avec la langue d'oïl, à l'ouest de la vallée de l'Échelle.

## Histoire
L'existence des seigneurs de Boueix est attestée dès le Moyen Âge. En 1452, Jean de La Rochefoucauld en fait don aux frères de Livenne. En 1629 Bouex est vendu à Jean Arnauld,.
Le château féodal, situé près de l'église, date des XVe et XVIe siècles. Les Arnaud, seigneurs de Bouex, était une ancienne famille angoumoisine. Jean Arnaud a été maire d'Angoulême en 1682, son fils jusqu'à 1686, ainsi que son neveu de 1721 à 1723. La terre de Bouëx passa par mariage et héritage à la famille de Jovelle, qui la conserva pendant une grande partie du XIXe siècle, puis passa à Jean de la Boutelière au début du XXe siècle.
Les registres de l'état civil remontent à 1606.

## Administration
| Période                                  | Période  | Identité                                       | Étiquette | Qualité                         |
| ---------------------------------------- | -------- | ---------------------------------------------- | --------- | ------------------------------- |
| depuis 1988                              | En cours | Michel Andrieux Réélu pour le mandat 2020-2026 | DVD       | Retraité - Président de la CCVE |
| Les données manquantes sont à compléter. |          |                                                |           |                                 |

Le nombre d'habitants, au dernier recensement, étant compris entre 500 et 1499, le nombre de membres du conseil municipal est de 15.

## Démographie

### Évolution démographique
L'évolution du nombre d'habitants est connue à travers les recensements de la population effectués dans la commune depuis 1793. Pour les communes de moins de 10 000 habitants, une enquête de recensement portant sur toute la population est réalisée tous les cinq ans, les populations de référence des années intermédiaires étant quant à elles estimées par interpolation ou extrapolation. Pour la commune, le premier recensement exhaustif entrant dans le cadre du nouveau dispositif a été réalisé en 2007.

En 2022, la commune comptait 845 habitants, en évolution de −6,32 % par rapport à 2016 (Charente : −0,48 %, France hors Mayotte : +2,11 %).
| 1793 | 1800 | 1806 | 1821 | 1831 | 1841 | 1846 | 1851 | 1856 |
| ---- | ---- | ---- | ---- | ---- | ---- | ---- | ---- | ---- |
| 501  | 770  | 813  | 801  | 872  | 940  | 900  | 914  | 897  |

| 1861 | 1866 | 1872 | 1876 | 1881 | 1886 | 1891 | 1896 | 1901 |
| ---- | ---- | ---- | ---- | ---- | ---- | ---- | ---- | ---- |
| 843  | 808  | 762  | 762  | 781  | 741  | 750  | 592  | 530  |

| 1906 | 1911 | 1921 | 1926 | 1931 | 1936 | 1946 | 1954 | 1962 |
| ---- | ---- | ---- | ---- | ---- | ---- | ---- | ---- | ---- |
| 544  | 540  | 506  | 528  | 508  | 523  | 478  | 449  | 469  |

| 1968 | 1975 | 1982 | 1990 | 1999 | 2006 | 2007 | 2012 | 2017 |
| ---- | ---- | ---- | ---- | ---- | ---- | ---- | ---- | ---- |
| 441  | 533  | 639  | 747  | 808  | 887  | 898  | 933  | 892  |

| 2022 | - | - | - | - | - | - | - | - |
| ---- | - | - | - | - | - | - | - | - |
| 845  | - | - | - | - | - | - | - | - |

### Pyramide des âges
La population de la commune est relativement jeune.
En 2018, le taux de personnes d'un âge inférieur à 30 ans s'élève à 31,4 %, soit au-dessus de la moyenne départementale (30,2 %). À l'inverse, le taux de personnes d'âge supérieur à 60 ans est de 24,2 % la même année, alors qu'il est de 32,3 % au niveau départemental.
En 2018, la commune comptait 440 hommes pour 453 femmes, soit un taux de 50,73 % de femmes, légèrement inférieur au taux départemental (51,59 %).
Les pyramides des âges de la commune et du département s'établissent comme suit.
| Hommes | Classe d’âge | Femmes |
| ------ | ------------ | ------ |
| 0,2    | 90 ou +      | 0,7    |
| 5,3    | 75-89 ans    | 6,8    |
| 18,7   | 60-74 ans    | 16,7   |
| 22,6   | 45-59 ans    | 25,4   |
| 22,1   | 30-44 ans    | 18,8   |
| 12,2   | 15-29 ans    | 14,1   |
| 18,8   | 0-14 ans     | 17,6   |

| Hommes | Classe d’âge | Femmes |
| ------ | ------------ | ------ |
| 1      | 90 ou +      | 2,7    |
| 9,2    | 75-89 ans    | 12     |
| 20,6   | 60-74 ans    | 21,3   |
| 20,7   | 45-59 ans    | 20,3   |
| 16,8   | 30-44 ans    | 16     |
| 15,6   | 15-29 ans    | 13,4   |
| 16,1   | 0-14 ans     | 14,3   |

## Économie

### Agriculture
La viticulture occupe une petite partie de l'activité agricole. La commune est située dans les Bons Bois, dans la zone d'appellation d'origine contrôlée du cognac.

## Équipements, services et vie locale

### Enseignement
Bouëx accueille une école élémentaire, l'école des Frères Chabasse, comprenant trois classes.
Le secteur du collège est Soyaux.

## Lieux et monuments

### Patrimoine religieux
L'église paroissiale Saint-Étienne était au milieu du XIIIe siècle un prieuré-cure donné à l'abbaye de Saint-Cybard par le pape Eugène III. Elle subit les guerres de religion et les seigneurs voisins qui l'annexèrent en temple. Elle fut interdite pendant de nombreuses années et seulement restaurée en 1631. Le clocheton surmontant la façade date du début du XVe siècle. Quelques murs des bâtiments prieuraux subsistent à l'est du chœur. L'église avait sur le latéral sud une porte privée menant au château.

### Patrimoine civil
Le château, situé au bourg près de l'église, date initialement du XVe siècle. Il est inscrit monument historique depuis 2009.
Le lavoir est au centre du vieux bourg en face de l'église. Il appartenait au château avant 1925, date à laquelle la commune l'a acquis. Les villageois y avaient toutefois libre accès. En 1939 une pompe de puisage et un abreuvoir pour animaux ont été ajoutés.
Au lieu-dit les Grands Moulins s'est construite à la fin du XIXe siècle, à l'emplacement d'un moulin à blé du XVIIIe siècle, la minoterie Vallade qui a été en activité jusqu'en 1987.
Le monument aux morts abritait les résistants Pierre et René Chabasse avant 1976, transférés au mémorial de Chasseneuil.

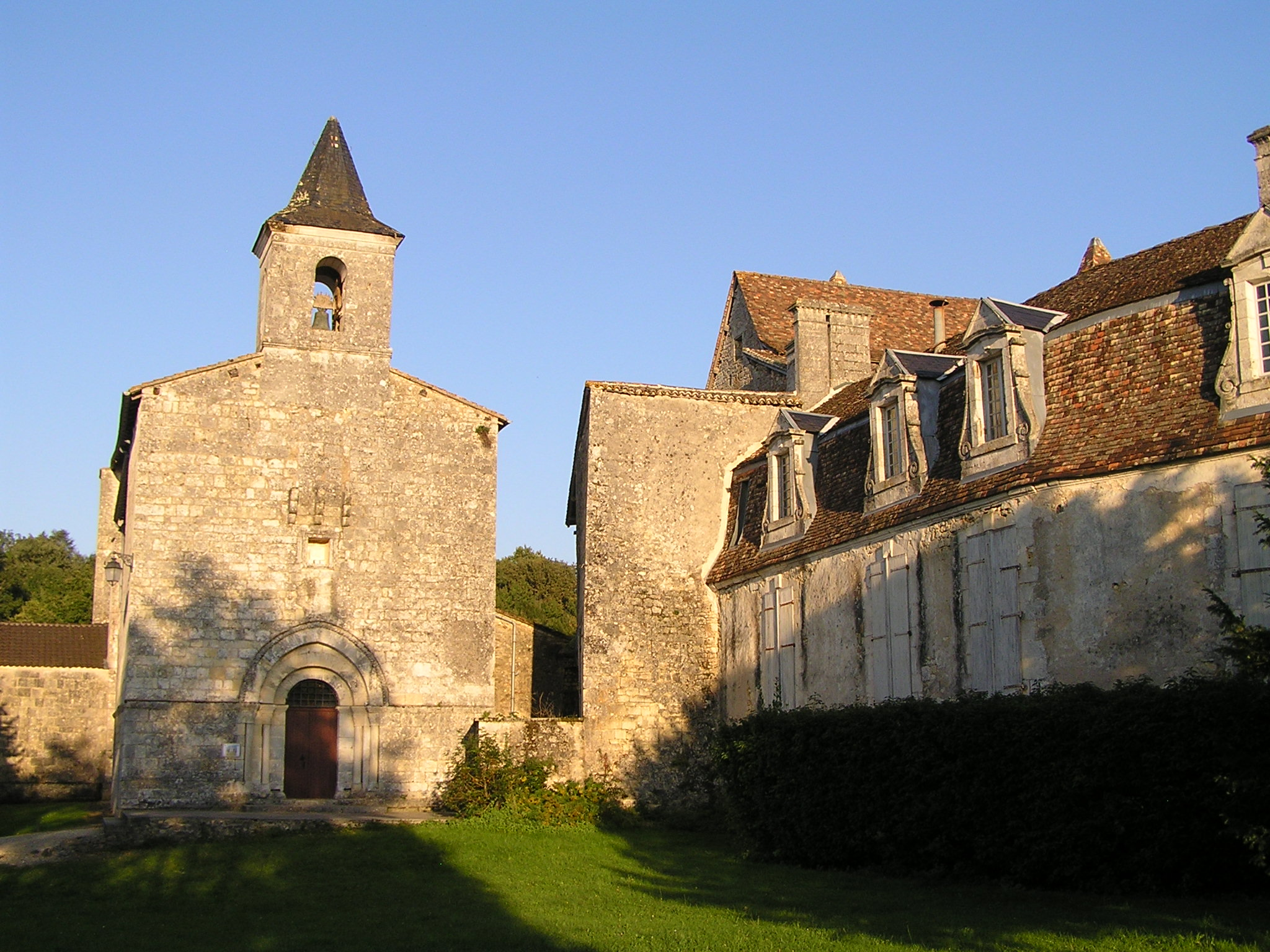
L'église de face et le château.
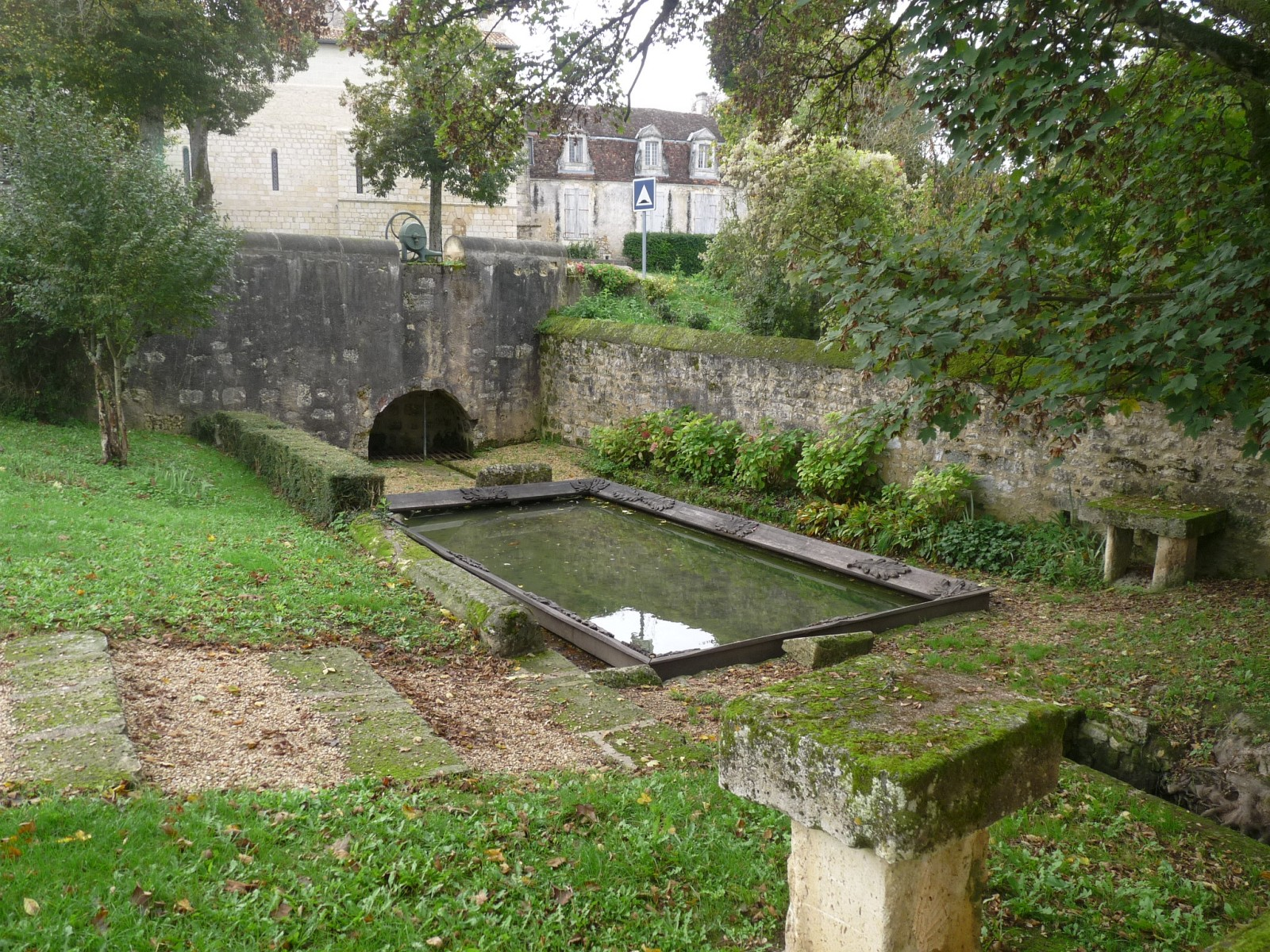
Le lavoir.
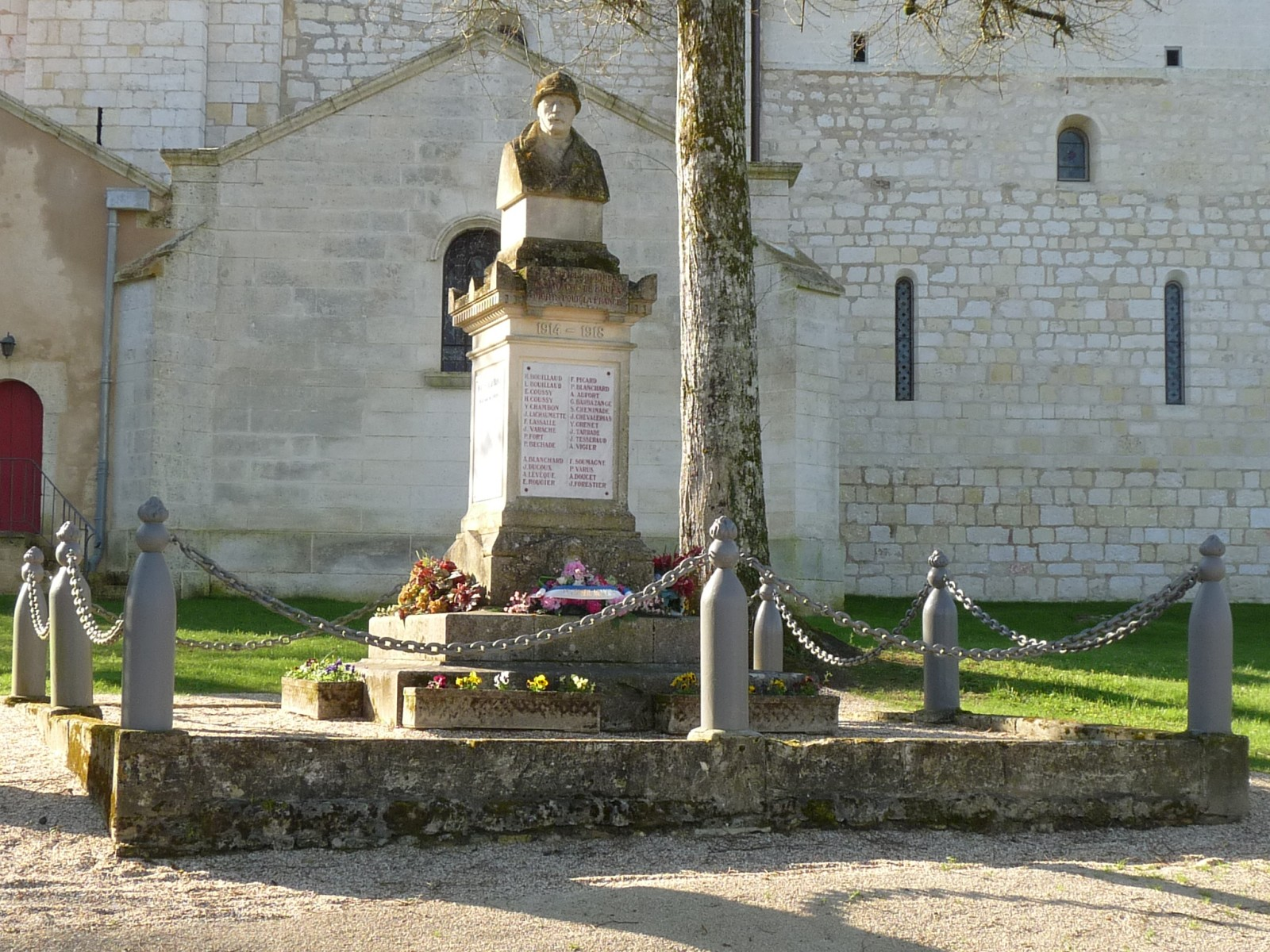
Le monument aux morts.

## Personnalités liées à la commune
- Antoine Gombaud (1607-1684), dit le chevalier de Méré, écrivain, baptisé dans l'église de Bouëx à l'âge de 7 ans, est probablement né dans ladite paroisse, au château de Méré[48].
- Ulysse Gayon, né à Bouëx en 1845. Biochimiste, on lui doit sa découverte sur la bouillie bordelaise, fongicide à base de chaux et de cuivre utilisé principalement pour la vigne.